# Modelo ricardiano

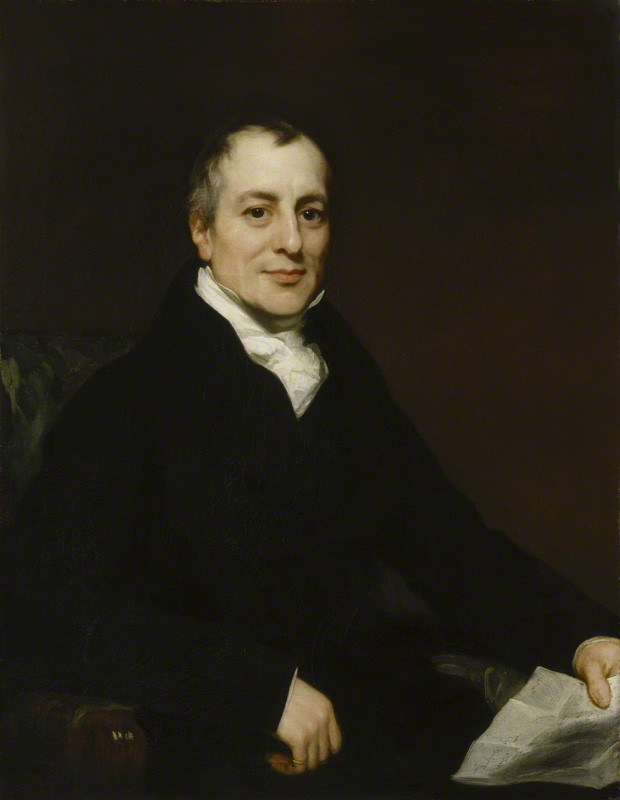
David Ricardo.

O modelo ricardiano (ou economia ricardiana) é o conjunto das teorias econômicas de David Ricardo, um economista político inglês nascido em 1772 que fez uma fortuna como corretor e corretor de empréstimos. Aos 27 anos, leu Uma Investigação sobre a Natureza e as Causas da Riqueza das Nações, de Adam Smith, e foi influenciado por estas teorias.
As suas principais ideias econômicas estão contidas em "Sobre os Princípios de Economia Política e Tributação" (1817). Isso expôs uma série de teorias que mais tarde se tornariam bases teóricas da economia de O Capital (de Marx) e marshalliana, incluindo a teoria do aluguel econômico, a teoria do valor do trabalho e, acima de tudo, a teoria da vantagem comparativa.
Ricardo escreveu seu primeiro artigo econômico dez anos depois de ler Adam Smith e, finalmente, a "controvérsia do ouro" lhe deu fama na comunidade econômica por sua teoria sobre a inflação na Inglaterra do século XIX. Essa teoria ficou conhecida como monetarismo, a teoria de que o excesso de moeda leva à inflação. Ele também desempenhou um papel no surgimento da economia clássica, o que significava que ele lutou pelo livre-comércio e pela livre concorrência sem interferência do governo ao impor leis ou restrições.

## A lei dos retornos decrescentes
Outra ideia pela qual Ricardo é conhecido em seu Ensaio sobre a influência de um preço baixo do milho nos lucros das ações é a lei dos rendimentos decrescentes  (Ricardo, Economic Essays, Henderson 826). A lei dos retornos decrescentes afirma que, se você adicionar mais unidades a um dos fatores de produção e manter o restante constante, a quantidade ou a produção criada pelas unidades extras acabará ficando menor a um ponto em que a produção geral começará a cair ("rendimentos decrescentes").
Por exemplo, considere uma fazenda simples com duas entradas: trabalho e terra. Suponha que a fazenda possua 100 hectares de terra e um trabalhador (a mão-de-obra). Essa combinação terra-trabalho produz algum nível de produção. Se a quantidade de terra for aumentada e a quantidade de trabalho permanecer a mesma, o trabalhador terá que prestar menos atenção a cada hectare de terra (desde que nada mais mude). Portanto, a produção pode aumentar, embora a produção (marginal) adicional da adição de um acre de terra possa diminuir.
Se mais e mais terras forem adicionadas que devem ser ocupadas por esse trabalhador, haverá eventualmente tanta terra que a produção começará a diminuir à medida que o trabalhador se sobrecarregar (ou seja, menos tempo de trabalho, em média, é dedicado a cada acre) . Este é o resultado estilizado típico do aumento de um insumo produtivo, mantendo os outros constantes (versus o aumento de todos os insumos, gerando economias de escala).

## Vantagem comparativa
Ricardo se opôs a tarifas e outras restrições ao comércio internacional. Ricardo criou uma ideia que é bem conhecida como a teoria da vantagem comparativa (Henderson 827, Fesfeld 325). De acordo com o Conselho de Comércio Internacional de Washington, a vantagem comparativa é a capacidade de produzir um bem a um custo menor, em relação a outros bens, em comparação com outro país. Nos Princípios da Economia, Ricardo afirma que a vantagem comparativa é uma técnica de especialização usada para criar uma produção mais eficiente (52) e descreve o custo de oportunidade entre os produtores (53). Com Concorrência perfeita e mercados não distorcidos, os países tendem a exportar mercadorias para as quais têm uma vantagem comparativa.
Por exemplo, devemos pensar em dois países que fazem cartões e lápis e usam a mesma quantidade de tempo para fazer uma unidade de itens (consulte a tabela). O país 1 pode fazer 4 lápis se for especializado apenas em lápis às custas de um cartão, mas esse país também pode fazer ¼ de um cartão às custas de um lápis. A mesma lógica vale para o país dois: se o país dois fizer apenas lápis, ele fará 2 lápis à custa de 1 cartão.
Se o país dois for especializado apenas em cartões, ele fará ½ de um cartão às custas de um lápis. Neste exemplo, o país um tem uma vantagem comparativa em lápis sobre o país dois (4 a 2 lápis), enquanto o país dois tem uma vantagem comparativa em cartões em relação ao país um (½ de um cartão a ¼ de um cartão). Na ideia de vantagem comparativa de Ricardo, esses dois países deveriam se especializar no que fazem de melhor. Segundo a The Fortune Encyclopedia of Economics, a ideia de vantagem comparativa de Ricardo é "a principal base para a crença da maioria dos economistas no livre comércio hoje" (827).
|        | 1 cartão | 1 lápis          |
| ------ | -------- | ---------------- |
| País 1 | 4 lápis  | 1/4 de um cartão |
| País 2 | 2 lápis  | 1/2 de um cartão |

## Uso contemporâneo
Embora David Ricardo fosse do século XIX, muitas pessoas usam seu trabalho na economia cotidiana. A teoria de Ricardo sobre aluguel econômico consistia principalmente em um modelo agrícola, com agricultores e proprietários de terras. Como terras altamente produtivas eram desejadas para mais culturas e o mercado pagaria o mesmo preço pelas culturas cultivadas em terras favoráveis e desfavoráveis, os agricultores estavam ansiosos por pagar mais por terras altamente produtivas para cultivar mais culturas por um dinheiro extra (Henderson 827).
Ricardo também teve outra teoria influente: salários mínimos. Ele sabia que, uma vez que a população aumentasse mais, a demanda por empregos aumentaria, diminuindo o salário para um nível que não apoiaria as pessoas, porque muitos estavam dispostos a aceitar os empregos com baixos salários para sobreviver (St. Clair 9, Fusfeld 325). Hoje, essa observação do trabalho com salário mínimo é especialmente relevante quando se olha para a controvérsia com a aplicação de uma lei de salário mínimo. No livro de Ricardo, "Sobre os princípios de economia política e tributação", ele está dizendo que os trabalhos aos quais damos mais valor são pagos melhor do que aqueles que não valorizamos tanto (11-2).
Para Ricardo, o valor tinha muito a ver com o custo de produção, que incluía salários e  lucro (St. Clair 27) e quanto você pagou a um trabalhador afetou o preço que você colocou no item. Ele também acreditava que o valor de um produto estava relacionado à qualidade do trabalho necessário para a produção (Princípios da Política 5). Um exemplo disso seria pagar um preço um pouco mais alto por um item artesanal, em vez de fabricado. Embora isso seja verdade, Ricardo também considerou que o trabalho ou a máquina em si deveria ser considerado ao vender um item e que um pouco de cada item deveria ser precificado para incluir esse fator de trabalho (St. Claire 24).
Ricardo abordou muitos dos problemas que enfrentamos hoje em nosso mundo econômico, como salário mínimo e aluguel (Fusfeld 325). Hoje, essas questões são talvez tão importantes quanto no século XIX, e é por isso que as teorias econômicas de David Ricardo ainda são uma parte importante da economia moderna.